# タックス

Linuxのマスコットであるタックスの概念はメーリングリストでのメールのやりとりで発展した。

タックス（英: Tux）は、Linuxオペレーティングシステムの公式マスコットである。ラリー・ユーイングによって1996年に創作されたタックスは、ぽっちゃりしたペンギンである。ペンギンであるリナックスのマスコットの概念はLinuxカーネルの開発者であるリーナス・トーバルズによるものである。

## タックスの誕生
タックスはLinuxロゴコンテストのためにデザインされた。他の候補となった画像は The Linux Logo Competition site(英語) で見ることができる。勝利したロゴはLarry EwingがGIMP（フリーの画像ソフトウェア）を使用して描いたもので、以下の条件下で公表された。
Permission to use and/or modify this image is granted provided you acknowledge me lewing@isc.tamu.edu and The GIMP if someone asks. 

## タックスとトーバルズ
ジェフ・エアーズによると、トーバルズは飛べなくて太っている水鳥に対する執着を持っており、ペンギンにちょっと噛まれてからペンギン病 (penguinitis) にかかった（ペンギン病はただペンギンについて考えて、素晴らしい愛を彼らに感じながら夜も眠れなくさせる）と主張しているそうである。
トーバルズが言う病気はもちろんジョークであるが、彼はキャンベラで本当にコガタペンギンに噛まれている。トーバルズはLinuxを連想させる面白くて好意的なものを探していたが、たらふく食べて座っている小太りのペンギンはその必要条件を完璧に満たしていた。
タックスは、あるイギリスのLinuxユーザーグループがブリストル動物園のペンギンを採用してからLinuxとオープンソースコミュニティのアイコンとなった。タックスは彼の大親友であるグヌー（GNUプロジェクトを代表する穏やかで内気なヌー）よりもはるかに有名である。

## タックスと聖書
ハッカー版聖書には、タックス福音書 (Gospel of tux) という部分がある。

## タックス七変化

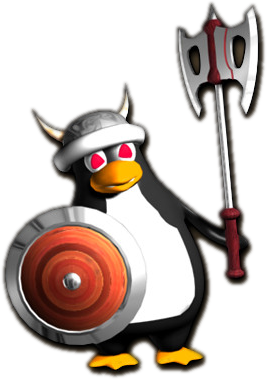
PaXロゴの格好をしたタックス

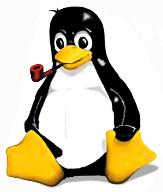
パイプを持ったタックス, Slackwareのマスコットである。

タックスは状況によって様々な服を着たり役を演じたりする。たとえばPaXセキュリティアルゴリズムのマスコットになるときはバイキングのようなヘルメットを被り、斧、盾を振り回す。そして目は真っ赤である。
タックスはTux RacerというLinuxゲームの人気者で、プレイヤーは腹ばいになったタックスを操作し、様々な氷の坂を滑り降りる。ニシンを捕まえながら時間制限内にゴールを目指す。またタックスはUser FriendlyというWebコミックのキャラクターでもある。
Linuxディストリビューションの中には起動時にタックスが現れるものもある。マルチプロセッサのシステムでは複数のタックスが現れる。

## タックスの名の由来
タックスの名はペンギンがタキシードを着ているように見える (tuxedo) というところから来たが、時々Torvalds UniXから取られたものである（James Hughesが提案した）と主張されることがある。
TUX web server もまたLinuxカーネルをベースとしたwebサーバの名前である。TUX webserverは、レッドハット (Red Hat) により開発された高速なWebサーバであり、Linuxカーネルへのパッチという形で提供されている。

## タックスが多大な影響を与えたもの
- ペンギンのTedはCtrl+Alt+DelというWebコミックの有名なキャラクターであるが、Linuxの導師の唯一のペットであることは明らかにTuxの影響を受けている。
- Tuxowulf はパロディー叙事詩に出てくるよく似た名前の英雄である（ベオウルフ）。

## タックスが主人公のゲーム
たくさんのゲームがタックス（あるいは普通のペンギン）を主人公として作成されている。
- BankiZ!
- Black Penguin: Q*Bert に似たゲーム
- ClanBomber
- Defendguin
- Fall (video game)
- Freedroid RPG
- Frozen Bubble: パズルボブルをベースにしたパズルゲーム
- IceBreaker
- Open Racer: a racing game based on Tux Racer をベースにしたレーシング・ゲーム
- Penguin Bounce, a desktop toy
- Pingus: Lemmings に似たゲーム
- PPRacer: レーシング・ゲーム
- Slune: 政治的な 3D レーシング・ゲーム
- Snowball Surprise: Adventures in Avatarctica
- SuperTux： スーパーマリオブラザーズにゲーム性が非常に似たゲーム
- SuperTuxKart： TuxKart をベースにしたレーシング・ゲーム
- TappyTux：タイピング練習ソフト
- Tuxigloo： ChuChu Rocket に似たゲーム
- TuxKart： レーシング・ゲーム
- Tux-n-Run, another platform game
- Tux, of Math Command, a math skills edutainment game
- TuxMathScrabble, a math puzzle based on the word game Scrabble
- Tux Paint, a drawing program for young children
- Tux Picross, a picture puzzle
- Tux the Penguin - A Quest for Herring, a 3D platform game similar to Mario 64
- TuxPuck, a shuffleboard game
- Tux Racer, a Racing game (see above)
- TuxTyping： タイピング練習ソフト
- Tux vs Clippy, a battle game pitting Tux against the Microsoft Office Assistant, Clippy
- XPenguins, a desktop toy
- XTux, a multiplayer Gauntlet-style game

## 関連キャラクター

### Tuz 2009

Tuz, the Tasmanian devil (2009)

Tuzは、ペンギンのくちばしのフェイクを身につけたタスマニアデビルで、2009年のlinux.conf.au会議のブランドキャラクターであった。これは、バージョン2.6.29のLinuxカーネルのロゴとしてリーナス・トーバルズによって選ばれ、これはタスマニアデビル種を絶滅から救う努力をサポートするためのものであった。
画像は、Andrew McGownによってデザインされ、Josh BushによってInkscape SVGで再び描かれた。クリエイティブ・コモンズのライセンスでリリースされている。